# Sint-Christoffelkerk (Opgrimbie)

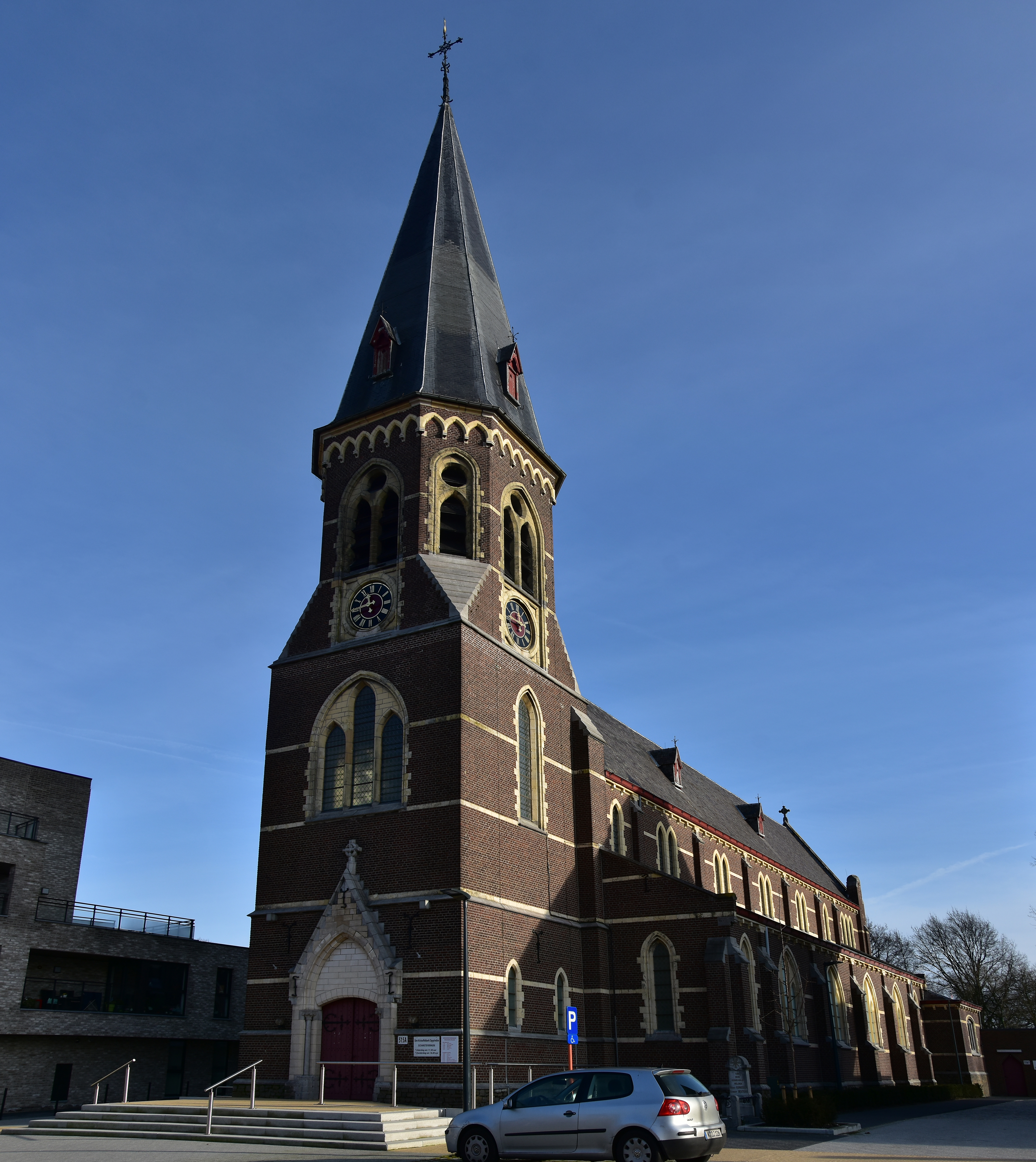
Sint-Christoffelkerk

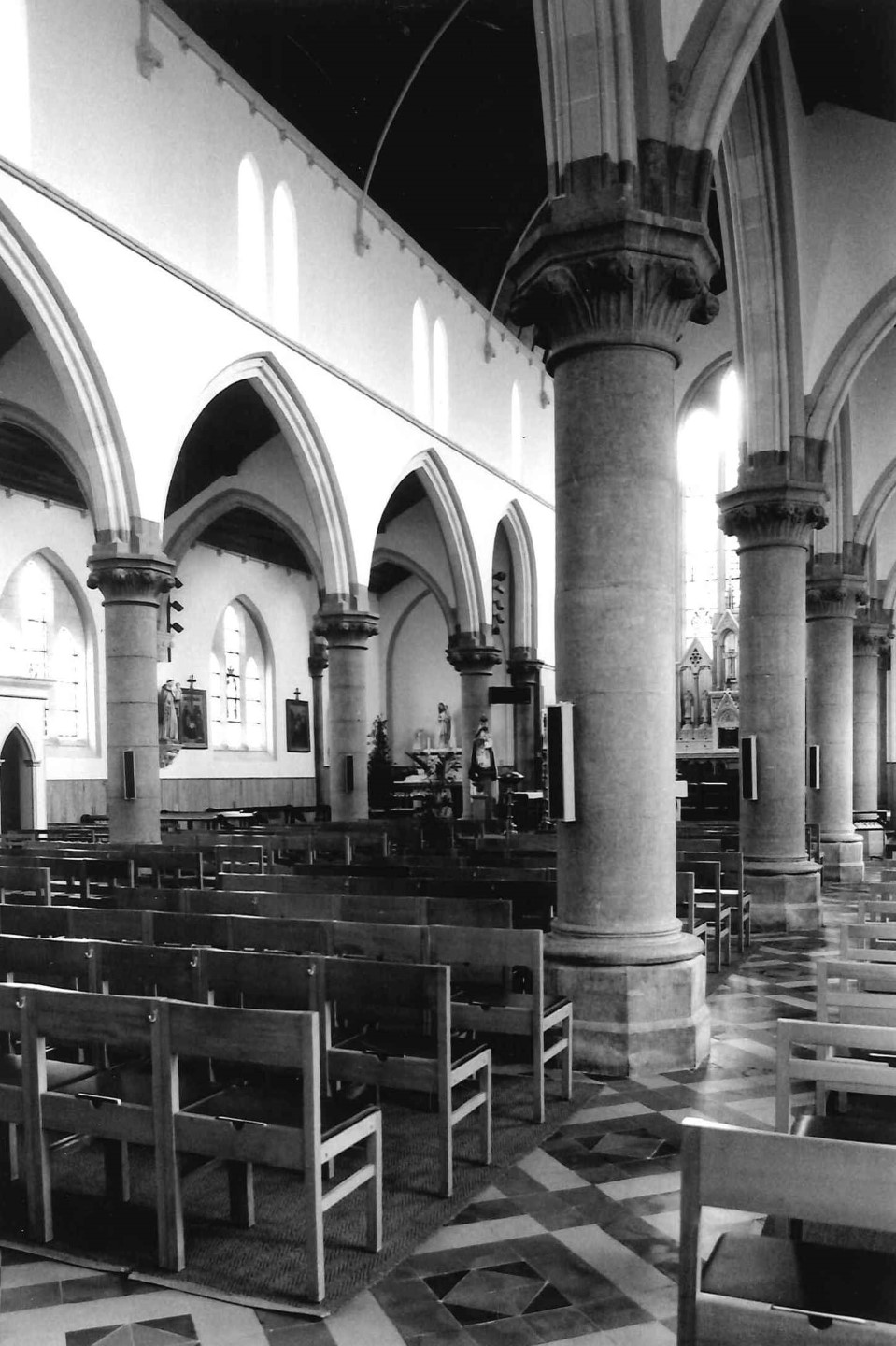
Interieur in 1995

De Sint-Christoffelkerk is de parochiekerk van Opgrimbie, gelegen aan de Heirstraat.

## Geschiedenis
Oorspronkelijk stond de parochiekerk aan de Kerkstraat. De Sint-Christoffelkapel aldaar - restant van de aan het begin van de 20e eeuw afgebroken kerk - bevat nog het 16e-eeuws koor. In 1906 werd de huidige kerk gebouwd.

### Fietsen door de Kerk
Vanaf najaar 2024 wordt de kerk grondig verbouwd, waarbij de rechterzijbeuk fysiek afgescheiden wordt van het schip, en voorbijgangers er door kunnen wandelen of fietsen, wat de kerkfabriek een Pray and Ride-zone noemt.
Sint-Christoffel is de patroonheilige van de reizigers en van de fietsers, en de kerk is bekend voor bedevaarten. De naam Fietsen door de kerk is een knipoog naar de andere Limburgse projecten Fietsen door het Water, Fietsen door de Bomen, Fietsen door de Heide en Fietsen onder de Grond.

## Beschrijving
Het is een bakstenen, neogotische basiliek, ontworpen door Mathieu Christiaens. Ter versiering zijn horizontale, zandstenen banden aangebracht. Naast twee vierkante geledingen heeft de toren een achthoekige derde geleding en ze wordt bekroond door een met leien gedekte ingesnoerde naaldspits.
Van het kerkmeubilair is vooral een 15e-eeuws Sint-Christoffelbeeld van belang. Het doopvont is uit 1848 en uiteraard zijn er vele voorwerpen in neogotische stijl uit de tijd van de bouw, zoals de hoofd- en zijaltaren, de glas-in-loodramen en de kruiswegstaties.